# Sturm 34
Sturm 34 war eine rechtsextreme freie Kameradschaft in Mittweida, deren Mitglieder mehrere brutale Überfälle verübten. Im April 2007 wurde sie vom sächsischen Innenminister verboten. Ihre Anführer wurden im August 2008 zu mehrjährigen Haftstrafen verurteilt.

## Gründung, Vereinsstruktur und Verbindungen
Der Sturm 34 wurde in der Nacht vom 4. auf den 5. März 2006 von ca. 30–40 Männern und Frauen gegründet. Anlässlich eines Festes im rechtsextremen Milieu stieg einer der Teilnehmer auf den Tisch und rief den Sturm 34 aus.
Der Name war von einer SA-Brigade übernommen, die während der Zeit des Nationalsozialismus in der Region Mittweida stationiert war. Der Sturm 34 setzte sich aus Mitgliedern aller sozialen Schichten zusammen. Das Alter der Mitglieder reichte von Jugendlichen bis Mittvierzigern. Unter den 175 Aktiven oder Sympathisanten waren 50 Frauen und Mädchen.
Der NPD-Kreisvorsitzende von Mittweida hat Sturm 34 mehrfach für Veranstaltungen angefordert. Dabei stiftete er deren Mitglieder zu Straftaten an, indem er sie beispielsweise aufgefordert hat, gegen Linke, die auf der Veranstaltung auftauchen würden, körperliche Gewalt anzuwenden.
Die sächsische Landtagsabgeordnete Kerstin Köditz (Die Linke) bezeichnete Sturm 34 als „den bewaffneten Arm der NPD“.

## Überfälle und deren Folgen
Ziel der Gruppe war es, die Region durch Gewalt und martialisches Auftreten zu terrorisieren und einzuschüchtern. Sie richtete sich vornehmlich gegen Ausländer und Vertreter der Linken. Beispielsweise überfiel sie das Büro der Ortsgruppe der Linkspartei, Döner-Imbissstände, Afrodeutsche und Punks. Die Angriffe erfolgten meist aus einer zahlenmäßig überlegenen Gruppe heraus. So standen sich an einer Torfgrube in Mittweida 15 bis 20 Mitglieder des Sturms 34 und acht Jugendliche gegenüber. Während eines Dorffestes in Rochlitz fielen bis zu 25 Mitglieder ein. Dabei trugen sie schwarze Kleidung, hatten die Köpfe kahl geschoren und trugen mit Sand gefüllte Handschuhe.
Im Mai 2006 schlugen 15 Mitglieder an einer Tankstelle in Stollberg ohne erkennbaren Anlass auf einige junge Männer ein. Auch nachdem eines der Opfer am Boden lag, traten sie weiter auf dieses ein. Eine Zeugin beschrieb dies später so, dass der am Boden liegende wie ein Fußball für die Täter gewesen sei.
Am 26. April 2007 führte die Polizei mit 200 Einsatzkräften Hausdurchsuchungen durch und fand dabei unter anderem Schreckschusswaffen, Sturmhauben und rechtsextremes Propagandamaterial. Am selben Tag verbot der sächsische Innenminister Albrecht Buttolo die Gruppe mit sofortiger Wirkung. Er begründete dies mit den Angriffen auf Ausländer und Andersdenkende, die auf Errichtung einer „national befreiten Zone“ um Mittweida abzielten.

## Strafprozess

### Gefährliche Körperverletzung
Am 6. August 2008 verurteilte das Landgericht Dresden zwei Angeklagte aus dem Führungskader des Sturms 34 wegen gefährlicher Körperverletzung zu Jugendhaftstrafen zwischen drei und dreieinhalb Jahren. Ein weiterer Angeklagter wurde mit einem Jahr Haft auf Bewährung gestraft. Laut dem Richter sei das Kernproblem der Angeklagten gewesen, dass es ihnen „am intellektuellen Inventar gefehlt habe“.

### Bildung einer kriminellen Vereinigung
Die Staatsanwaltschaft erhob auch Anklage wegen Bildung einer kriminellen Vereinigung, da der Sturm 34 keineswegs nur eine „Sauf- und Schlägertruppe“ gewesen sei. Der Richter sprach die Angeklagten in diesem Punkt aber frei, da es am Gruppenwillen gefehlt habe. Die Staatsanwaltschaft legte gegen das Urteil in diesem Punkt Revision beim Bundesgerichtshof ein. Dieser urteilte am 3. Dezember 2009 (Az.: 3 StR 277/09), dass der Sturm 34 durch seine Zielsetzungen eine kriminelle Vereinigung war und gab damit der Revision statt. Der Prozess wurde an das Landgericht Dresden zurückverwiesen, welches im Urteil vom 13. April 2011 die Bildung einer kriminellen Vereinigung als gegeben sah. Im Januar 2013 bestätigte das Landgericht Dresden eine Verurteilung von fünf Rädelsführern von Sturm 34 wegen schwerer Körperverletzung, Sachbeschädigung und Bildung einer kriminellen Vereinigung zu Bewährungs- und Geldstrafen.

## Weitere Folgen
Die Milde des Urteils vom 16. Januar 2013 mag darin begründet gewesen sein, dass das Landgericht Dresden diesen Prozess jahrelang verschleppt hatte. Noch ein paar Jahre später, im September 2018, wurde „der gewalttätige Kopf von Sturm 34“ Tom W. erneut verhaftet, weil er Gründungsmitglied der kriminellen Vereinigung Revolution Chemnitz war, und das einstige Sturm 34-Mitglied Christian K. gilt nun als Kopf dieser Zelle.